# براندون فيلبس
براندون فيلبس (بالإنجليزية: Brandon W. Phelps)‏ هو سياسي أمريكي، ولد في 16 أغسطس 1970 في إلدورادو في الولايات المتحدة. حزبياً، نشط في الحزب الديمقراطي. وقد انتخب عضو مجلس نواب إلينوي.